# EMD GP7
Тепловоз EMD GP7 — тепловоз производившийся в США заводами Electro-Motive Diesel и General Motors Diesel с октября 1949 по май 1954 года.
Дизельный двигатель типа EMD 567 V-образный 16-ти цилиндровый мощностью 1500 л. с.
Выпускалась как основная модификация тепловоза с кабиной машиниста (выпущено 2729 секций), так и модификация без кабины машиниста (выпущено 5 секций).
Тепловозы поставлялись на железные дороги США (2615 секций), Канады (115 секций), Мексики (2 секции). 112 секций было построено на заводе General Motors Diesel в Канаде, остальные в США.
Тепловоз оказался удачным по конструкции и надёжным, правда только для лёгкой работы. EMD не успевало производить заказываемые железными дорогами тепловозы, не помогло даже открытие ещё одного сборочного завода в Кливленде.
В ходе выпуска тепловоза в его конструкцию вносились отдельные изменения: изменялось количество воздухозаборных жалюзи, ёмкость и месторасположение главных воздушных резервуаров ёмкость топливного бака. На части тепловозов были установлены парогенераторы для отопления поезда и ёмкости для воды.
Крупнейшими эксплуатантами этой серии тепловозов были дороги: Atchison, Topeka and Santa Fe Railway (244 секции А и 5 секций Б), Atlantic Coast Line Railroad (155 секций), Chesapeake and Ohio Railway (180 секций), Chicago and North Western Transportation Company (109 секций), Chicago, Rock Island and Pacific Railroad (113 секций), Missouri Pacific Railroad (208 секций), New York Central Railroad (218 секций), Seaboard Air Line Railroad (123 секции), St. Louis – San Francisco Railway (129 секций).
Довольно много тепловозов этой серии сохранено в музеях: музее дороги Western Pacific, Tennessee Valley Railroad Museum (в знаменитой Чаттануге), Minnesota Transportation Museum, Illinois Railway Museum, центре железнодорожного наследия Торонто в депо John Street.